# Gare de Mers El Hadjadj
La gare de Mers El Hadjadj, ou gare de Port-aux-Poules, est une ancienne gare ferroviaire algérienne située dans la commune de Mers El Hadjadj, dans la wilaya d'Oran.

## Situation ferroviaire
Établie à une altitude de 7,500 m, la gare est située au point kilométrique (PK) 54,500 de la ligne d'Oran à Kenadsa, où elle est précédée de l'ancienne gare de Bethioua et suivie de l'ancienne gare de La Macta.

## Histoire
Lors de la colonisation, la gare portait le nom de gare de Port-aux-Poules.
La gare est mise en service le 28 septembre 1879 lors de l'ouverture de l'ancienne ligne à voie étroite de 1 055 mm d'Arzew à Saïda où elle était précédée de l'ancienne gare de Saint-Leu (gare de Bethioua) et suivie de l'ancienne gare de La Macta,,.